# Arben Minga
Arben Minga (* 16. März 1959 in Tirana, Albanien; † 30. Januar 2007 in Windsor, Ontario, Kanada) war ein albanischer Fußballspieler.

## Laufbahn
Der Mittelstürmer Minga startete seine Karriere bereits als Achtzehnjähriger in der albanischen Liga für den Klub 17 Nëntori Tirana. 1980 wurde Minga in die Albanische Fußballnationalmannschaft berufen, für die er in zehn Jahren 20 Länderspiele absolvierte und dabei zwei Tore erzielte.
Mit seinem Verein Nëntori Tirana konnte Minga mehrfacher Meister und Pokalsieger werden. Im Europapokal der Pokalsieger 1986/87 gelang ihn mit Nëntori Tirana durch zwei Siege über Dinamo Bukarest eine kleine Sensation. Er blieb bis 1991 seinem Verein treu, wechselte dann für drei Jahre nach Rumänien. Dort debütierte er für den FC Brașov am 19. Oktober 1991 bei der Auswärtsniederlage gegen Dinamo Bukarest in der Divizia A. 1992 wechselte er für ein Jahr zum Ligakonkurrenten Dacia Unirea Brăila. Mit Brăila erreichte er das Pokalfinale 1993, unterlag dort aber Universitatea Craiova. In der Saison 1993/94 spielte er in der Divizia C für Acvila Giurgiu. Anschließend kehrte er wieder zu Nëntori zurück, ehe er 1996 seine aktive Laufbahn beendete.
Danach verließ Minga seine Heimat Albanien und wanderte nach Kanada aus. Dort wurde eine unheilbare Erkrankung festgestellt, an der Minga 2007 verstarb. Er hinterließ seine Frau, eine ehemalige Basketballspielerin, sowie zwei Söhne, die in Kanada zur Welt gekommen waren.

## Erfolge
- Albanischer Meister mit Nëntori Tirana resp. KF Tirana: 1982, 1985, 1988, 1989, 1995, 1996
- Albanischer Pokalsieger (Nëntori Tirana): 1983, 1984, 1986, 1996
- Albanischer Supercupsieger: 1994